# Luiz Henrique Sene
Luiz Henrique Martins Sene (11 de março de 1986) é um ex-jogador de voleibol brasileiro que atuou na posição de central.

## Carreira
Natural de São Paulo, Sene começou a jogar voleibol profissionalmente pelo Santo André na temporada 2004–05. Ele transferiu-se para o Vôlei Futuro na temporada 2009–10, conquistando o Campeonato Paulista de 2010. Na temporada seguinte, o time obteve o terceiro lugar na Superliga de 2010–11.
Pelo Kirin/Campinas, foi vice-campeão da Copa do Brasil nas edições de 2015 e 2016. Na mesma temporada, também conquistou o vice-campeonato da Superliga de 2015–16 após perder a final para o Sada Cruzeiro, por 3 sets a 1.
Em 2016 fez sua estreia internacional ao defender as cores do Arago de Sète, na primeira divisão francesa. Volta ao Brasil em 2017, após assinar contrato com o Corinthians-Guarulhos.
Luizinho retornou ao voleibol europeu após assinar contrato com o Paris Volley, mais uma vez na primeira divisão francesa, no ano de 2020. No ano seguinte, mudou de clube novamente, mas permaneceu atuando no voleibol francês, agora no Spacer's Toulouse Volley. Após o término da temporada 2022–23, com a eliminação nas oitavas de final da Copa da França de 2022–23  para o Poitiers Volley e o décimo primeiro lugar na Ligue A de 2022–23, Luizinho anunciou sua aposentadoria das quadras em 5 de maio de 2023.

## Títulos
Vôlei Futuro
- Campeonato Paulista: 2010

## Clubes
| Anos      | Clube                    |
| --------- | ------------------------ |
| 2004–2009 | Santo André              |
| 2009–2010 | Vôlei Futuro             |
| 2011–2014 | São Bernardo             |
| 2014–2016 | Kirin/Campinas           |
| 2016–2017 | Arago de Sète            |
| 2017–2018 | Corinthians-Guarulhos    |
| 2018–2020 | Vôlei Renata             |
| 2020–2021 | Paris Volley             |
| 2021–2023 | Spacer's Toulouse Volley |